# خط التاريخ الدولي في اليهودية
خط التاريخ الدولي في اليهودية يستخدم لتحديد التغيير من يوم تقويمي إلى اليوم التالي في التقويم العبري. يعرّف التقويم العبري الأيام على أنها تمتد من غروب الشمس إلى غروبها بدلاً من منتصف الليل إلى منتصف الليل. لذلك في سياق اليهودية، يحدد خط التاريخ الدولي عندما يتوقف خط غروب الشمس الذي يتحرك عبر سطح الأرض عن كونه نهاية غروب الشمس ويبدأ يومًا ما ويبدأ في نهاية غروب الشمس ويبدأ في اليوم التالي.
ومع ذلك، فإن خط التاريخ الدولي التقليدي هو بنية جغرافية وسياسية حديثة نسبيًا انتقل موقعها الدقيق من وقت لآخر اعتمادًا على احتياجات الأطراف المعنية المختلفة. في حين أنه من المفهوم جيدًا سبب وجود خط التاريخ التقليدي في المحيط الهادئ، إلا أنه لا توجد معايير موضوعية حقًا لموقعه الدقيق داخل المحيط الهادئ. في ضوء ذلك، لا يمكن التسليم بأن خط التوقيت الدولي التقليدي يمكن (أو ينبغي) استخدامه كخط تاريخ بموجب القانون اليهودي. في الممارسة العملية، في اليهودية، يتشابه خط التاريخ الهالاخي مع خط التاريخ التقليدي، ولكن ليس بالضرورة أن يتطابق معه، ويمكن أن يكون للاختلافات عواقب بموجب القانون الديني.

## موقع خط التاريخ

### الأساس النظري للمناقشة
تتم هيكلة العديد من الآراء حول خط التاريخ الهلااخي كرد على سؤال حول الأيام التي يجب على شخص ما الاحتفال بها أيام السبت والأعياد اليهودية. يحدث يوم السبت كل سبعة أيام في أي مكان على وجه الأرض. يُعتقد عادةً أنه يحدث يوم السبت أو بشكل أكثر دقة، من الجمعة عند غروب الشمس إلى يوم السبت عند حلول الظلام. ولكن إذا لم يكن خط التاريخ الهلااخي مطابقًا لخط التاريخ التقليدي، فمن المحتمل أن ما هو يوم السبت فيما يتعلق بخط التاريخ التقليدي ليس يوم السبت فيما يتعلق بخط التاريخ الهالاخي، على الأقل في بعض الأماكن.
هناك العديد من الآراء حول المكان الذي يجب أن يكون فيه خط التاريخ الهلااخي وفقًا للقانون اليهودي، ورأي واحد على الأقل يقول أنه لا يوجد خط تاريخ شرعي موجود بالفعل.
1. 90 درجة شرق القدس تم ذكر مفهوم خط التاريخ الهالاخي في بعل هامور، وهو تفسير تلمودي من القرن الثاني عشر، والذي يبدو أنه يشير إلى أن اليوم يتغير في منطقة يكون فيها الوقت متقدمًا بست ساعات عن القدس (90 درجة شرق القدس، حوالي 125.2 درجة شرقًا، وهو خط معروف الآن أنه يمر عبر أستراليا والفلبين والصين وروسيا). يستخدم هذا الخط، الذي يشير إليه باسم كزاي هاميزرة (الخط الشرقي الأقصى)، لحساب يوم رأس السنة اليهودية، رأس السنة اليهودية. وفقًا لبعض المصادر، تمت الإشارة إليه في كل من التلمود البابلي (روش هاشناه وإروفين) وفي التلمود في القدس. يبدو أن كوزاري يهودا هليفي، وهو أيضًا عمل من القرن الثاني عشر، يتفق مع هذا الحكم.
تتفق الديكورات اللاحقة مثل جزر شازون (القرن العشرين) بشكل أساسي مع هذا الحكم. ومع ذلك، فهم يدركون القضايا العملية المرتبطة بالاستخدام الخالص لخط الطول لهذا الغرض. على سبيل المثال، تمر 125.2 درجة شرقاً مباشرة عبر شارع دونغفنغ في تشانغتشون، الصين. إذا تم استخدام خط الطول هذا بشكل صارم، فيمكن للناس ببساطة تجنب يوم السبت تمامًا عن طريق عبور الشارع. لمنع ذلك، يحكم شازون إيش. أن الكتل الأرضية المتجاورة إلى الشرق من خط الطول هذا تعتبر ثانوية (تافل) للكتل الأرضية الواقعة غرب هذا الخط. نتيجة لذلك، يحكم أن خط التاريخ يمتد على طول 125.2 درجة شرقاً عندما يكون فوق الماء، لكنه ينحني حول الساحل الشرقي للبر الرئيسي لآسيا وأستراليا. من خلال هذا الرأي، تقع روسيا والصين وأستراليا غرب خط التاريخ ويحتفلون بالسبت يوم السبت المحلي. تقع اليابان ونيوزيلندا وتاسمانيا شرق خط التاريخ ويجب مراعاة يوم السبت المحلي يوم الأحد، على النحو المحدد في خط التوقيت الدولي التقليدي. من خلال هذا العرض، سيكون للفلبين وإندونيسيا أجزاء من الغرب من الخط وأجزاء شرق الخط.
2. 180 درجة شرقي القدس حكم الحاخام يحيئيل ميشيل توكازينسكي أن خط التوقيت الدولي يقع على بعد 180 درجة شرق القدس. هذا يعني أن خط التاريخ، بدلاً من أن يكون بالقرب من 180 درجة، سيكون عند 144.8 درجة غربًا. من خلال هذا المنظر، فإن الأماكن الواقعة شرق خط التاريخ الدولي التقليدي ولكن غرب 144.8 درجة غربًا ألاسكا وهاواي ومجموعة متنوعة من الأرخبيلات في المحيط الهادئ ستحتفل يوم السبت في يوم الجمعة المحلي بدلاً من يوم السبت المحلي.
من الممكن (لكن غير مؤكد) بموجب هذا الرأي تطبيق مبدأ التافل الموصوف أعلاه أيضًا. في هذا الحدث، سيكون البر الرئيسي لألاسكا شرق خط التاريخ، لكن جزر ألوشيان ستكون غرب خط التاريخ.
3. منتصف المحيط الهادئ مجموعة متنوعة من الديكورات حكم أن خط التاريخ يعمل في وسط المحيط الهادئ، بالقرب من (ولكن ليس بالضرورة نفس) خط التاريخ الدولي التقليدي. وفقًا لوجهة النظر هذه، تراقب جميع المناطق الرئيسية المأهولة بالسكان في المحيط الهادئ (مثل نيوزيلندا واليابان وألاسكا وهاواي) يوم السبت المحلي يوم السبت (أي بما يتوافق مع خط التوقيت الدولي التقليدي). فقط بعض جزر المحيط الهادئ، التي تضم عددًا قليلًا من السكان اليهود الدائمين أو لا يوجد بها، قد لا تلتزم يوم السبت المحلي يوم السبت.
4. اتباع العرف المحلي لا يوجد خط تاريخ ثابت. بحسب الحاخام مناحم مندل كاشر، لا يوجد تقليد واضح أو مصدر تلمودي يملي أيًا من الآراء السابقة على أنها ملزمة. لهذا السبب، وبما يتفق مع رد رادباز، يبدأ الحاخام كاشير بالقانون الافتراضي الذي ينص على أن اليهودي الذي لا يعرف اليوم المناسب ليوم السبت يجب أن يحسب الأيام من آخر مرة لاحظ فيها يوم السبت، وأن كل سبعة أيام هو يوم السبت. في رأيه، يُفترض أن المجتمعات اليهودية الراسخة قد أصلحت تقويماتها وفقًا لهذا المبدأ. لذلك، يوم السبت في مجتمع قائم هو أي يوم أنشأه المجتمع. يبدو أن الحاخام إيسر زلمان ميلتزر والحاخام تسفي بيساك فرانك يتفقان مع هذا الموقف. :155 لا يتطلب هذا الموقف في حد ذاته تحديد خط زمني رسمي، ولا يبدو أن الحاخام كاشير يعتقد أنه من الضروري القيام بذلك. لكن النتيجة الفعلية لهذا الموقف تتفق مع خط التاريخ الدولي التقليدي، على الأقل في أي مكان يوجد فيه مجتمع يهودي راسخ.

### أحكام عملية
من الناحية العملية، فإن خط التاريخ الدولي التقليدي (أو خط آخر في منتصف المحيط الهادئ بالقرب منه) هو خط التاريخ الفعلي بموجب القانون اليهودي، على الأقل بالنسبة للمجتمعات اليهودية القائمة. مجتمعات اليابان. نيوزيلندا هاواي وبولينيزيا الفرنسية يلتزم الجميع يوم السبت المحلي يوم السبت (أي ليلة الجمعة حتى ليلة السبت). لا توجد جالية يهودية معروفة تحتفل يوم السبت في يوم آخر غير يوم السبت المحلي. ومع ذلك، يتم التوصل إلى هذا الاستنتاج العملي بطريقتين مختلفتين، مما يؤدي إلى أنماط ممارسة مختلفة إلى حد ما في كل حالة.
بعد العرف المحلي لا يوجد خط تاريخ ثابت. كما هو مذكور أعلاه، وفقًا لوجهة النظر هذه، تتم ملاحظة يوم السبت ببساطة في التاريخ الذي حدده المجتمع المحلي سابقًا ليكون يوم السبت بشكل موحد، يوم السبت المحلي دون الحاجة إلى أي مزيد من المراعاة. يبدو أن هذه هي الممارسة الافتراضية للمقيمين في أماكن مثل اليابان ونيوزيلندا وهاواي. على الأقل، من الصعب العثور على أدلة على ممارسات أخرى من قبل سكان تلك المناطق.
إنشاء خط التاريخ بأغلبية ثلاثة مناصب الشريعة يستخدم دليل المسافرين لخدمة إشراف ستار كوشير، الذي تم تجميعه وفقًا لأحكام الحاكم الحاخامي، الحاخام موشيه هاينمان، النهج التالي، والذي استشهد به آخرون أيضًا. وفقًا لهذا النهج، تشكل الأقسام الثلاثة الأولى المرقمة أعلاه ثلاثة أحكام شرعية صالحة ومتوازية. وبالتالي يتم مراعاة يوم السبت بالكامل في أي يوم يتوافق مع رأي الأغلبية بين تلك الآراء (اثنان من ثلاثة). ومع ذلك، احترامًا لوجهة نظر الأقلية في الحكم الثالث، ومع مراعاة عدم تدنيس يوم السبت، يجب تجنب المحظورات على مستوى التوراة في اليوم بما يتفق مع رأي الأقلية، على الرغم من اعتبار ذلك اليوم يومًا من أيام الأسبوع. وفقًا لهذه القاعدة، تكون الممارسة على النحو التالي:
- في نيوزيلندا واليابان، يكون يوم السبت المحلي هو السبت وفقًا لرأي الأغلبية (القسمان 2 و 3 أعلاه)، وبالتالي يجب مراعاته تمامًا يوم السبت. ومع ذلك، نظرًا لأنه وفقًا لرأي الأقلية (القسم 1 أعلاه)، يكون يوم السبت يوم الأحد المحلي، فلا ينبغي لأحد أداء أي محظورات يوم السبت على مستوى التوراة يوم الأحد. ومع ذلك، يجب أن يصلي يوم الأحد صلاة أيام الأسبوع العادية، بارتداء التيفلين أثناء صلاة الفجر.
- في هاواي وبولينيزيا الفرنسية، يكون يوم السبت المحلي هو السبت وفقًا لرأي الأغلبية (القسمان 1 و 3 أعلاه)، وبالتالي يجب مراعاته تمامًا يوم السبت. ومع ذلك، بما أنه وفقًا لرأي الأقلية (القسم 2 أعلاه)، فإن يوم السبت هو يوم الجمعة المحلي، فلا ينبغي لأحد أداء أي محظورات يوم السبت على مستوى التوراة يوم الجمعة. صلاة الجمعة هي صلاة أيام الأسبوع، ويجب أن يتم الاستعداد ليوم السبت مع مراعاة تجنب محظورات يوم السبت على مستوى التوراة.
- من حيث المبدأ، توجد منطقة شك محض تقريبًا في منطقة 169 درجة غربًا - 177 درجة شرقًا تقريبًا[4] بما في ذلك أماكن مثل تونغا وساموا وساموا الأمريكية. أحكام مجموعة منتصف المحيط الهادئ أعلاه ليست متسقة تمامًا في هذا المجال[2] لذلك لا توجد إمكانية لإجماع «اثنين من ثلاثة» واضح هنا. يقترح الحاخام دوفيد هيبر من ستار- ك أنه في مثل هذه المواقع قد يحتاج المرء إلى مراقبة يوم السبت بالكامل لمدة يومين كل أسبوع.[19]

يتبع طاقم إشراف الكوشر الدولي التابع لـستار- ك هذا النهج، وهناك دليل على أن بعض المسافرين الآخرين يفعلون ذلك أيضًا. غالبًا ما تنصح السلطات التي تقترح هذا النهج المسافرين بتجنب منطقة الشك تمامًا بالقرب من عطلات نهاية الأسبوع، أو التشاور مباشرةً مع سلطة حاخامية مختصة.

## عبور خط التاريخ الشرعي
تنطبق القضايا التي نوقشت في القسم السابق في حد ذاتها على الأفراد أو المجتمعات في مواقع ثابتة. ومع ذلك، فإن فعل عبور خط التاريخ (أينما يمكن رسمه) يقدم عددًا من القضايا الإضافية بموجب القانون اليهودي. تتضمن الأسئلة التي يحتمل أن تتأثر ما يلي:
في بعض الحالات، يكون لعبور خط التاريخ (أينما يمكن رسمه) تأثير محدد على الممارسات أو المحظورات بموجب القانون اليهودي. في حالات أخرى، يعد عدد أيام الفرد (من خلال تجربة غروب الشمس وشروقها) هو العامل المحدد، بغض النظر عن عبور خط التاريخ. تفاصيل حول أسئلة وحالات وأحكام معينة في القانون اليهودي خارج نطاق هذا المقال.

## اعتبارات لرواد الفضاء
قبل أن يطير رائد الفضاء الإسرائيلي إيلان رامون على متن مكوك الفضاء كولومبيا في عام 2003، قرر (بعد التشاور مع الحاخامات) مراقبة يوم السبت وفقًا للوقت الذي قضاه في سكنه الأخير، كيب كانافيرال، نظرًا لأنه كان يعبر خط التاريخ ويراقب غروب الشمس عدة مرات في كل مرة. يوم. أشعلت جوديث ريسنيك، أول رائدة فضاء أمريكية يهودية في الفضاء، شموع السبت (الإلكترونية) وفقًا للوقت في هيوستن، تكساس، منزلها وموقع التحكم في المهمة.

## ملاحظة
1. ↑  In this article, the convention used is to capitalize "Date Line" (or "International Date Line") when it refers to the standard خط التاريخ الدولي, but to use small letters to refer to possible construct(s) under Jewish law.